# Список наград и номинаций мультфильма «Персеполис»
«Персеполис» (фр. Persepolis) — французский полнометражный анимационный фильм 2007 года, созданный и выпущенный компанией Sony Pictures Classics. «Персеполис» основан одноимённого автобиографического графическому романа французской писательницы иранского происхождения Маржан Сатрапи. Режиссёрами мультфильма выступили Маржан Сатрапи и Венсан Паронно, а продюсером — Кэтлин Кеннеди. В озвучивании мультфильма приняли участие Кьяра Мастроянни и Катрин Денёв, Даниэль Дарьё и Симон Абкарян. Сюжет фильма построен на воспоминаниях иранской девочки Маржи.
Премьера мультфильма «Персеполис» состоялась 23 мая 2007 года на Каннском кинофестивале. 27 июня 2007 года мульфильм вышел в театральный прокат. Бюджет мультфильма составил 7,3 млн долларов США. По итогу «Персеполис» собрал 22,8 млн долларов США в мировом прокате. На сайте-агрегаторе рецензий Rotten Tomatoes мультфильм получил рейтинг одобрения 96 % на основе 162 отзывов со средней оценкой 8,2/10. По данным агрегатора Metacritic, средняя оценка анимационной картины составила 90 балл из 100 на основании 31 отзывов.
Мультфильм был удостоен множества наград и номинаций в различных категориях. Он был номинирован на 80-й церемонии вручения премии «Оскар» в категории «Лучший анимационный полнометражный фильм». На 60-й церемонии вручения премий Каннского кинофестиваля фильм победил в категориях «Приз жюри» и «Palm Dog». Мультфильм получил шесть номинаций на 33-й церемонии вручения наград премии «Сезар», одержав победу в категориях «Лучший адаптированный сценарий», «Лучший монтаж» и «Лучший дебютный фильм». Также фильм был номинирован в четырех категориях «Лучшая режиссура в анимационном полнометражном фильме», «Лучшая режиссура в анимационном полнометражном фильме», «Лучшая музыка в анимационном полнометражном фильме» и «Лучший сценарий в анимационном полнометражном фильме» на 35-й церемонии премии «Энни».

## Награды и номинации
| Награда                                       | Дата вручения              | Категория                                                                            | Получатель(-и)                                                   | Результат | Прим.       |
| --------------------------------------------- | -------------------------- | ------------------------------------------------------------------------------------ | ---------------------------------------------------------------- | --------- | ----------- |
| «Оскар»                                       | 24 февраля 2008            | «Лучший анимационный полнометражный фильм»                                           | Маржан Сатрапи и Венсан Паронно                                  | Номинация | [ 9 ] [ 7 ] |
| «Энни»                                        | 8 января 2008              | «Лучший анимационный полнометражный фильм»                                           | «Персеполис»                                                     | Номинация | [ 11 ]      |
| «Энни»                                        | 8 января 2008              | «Лучшая режиссура в анимационном полнометражном фильме»                              | Маржан Сатрапи и Венсан Паронно                                  | Номинация | [ 11 ]      |
| «Энни»                                        | 8 января 2008              | «Лучшая музыка в анимационном полнометражном фильме»                                 | Оливье Берне                                                     | Номинация | [ 11 ]      |
| «Энни»                                        | 8 января 2008              | «Лучший сценарий в анимационном полнометражном фильме»                               | Маржан Сатрапи и Венсан Паронно                                  | Номинация | [ 11 ]      |
| «Ассоциация кинокритиков Аргентины»           | 2009                       | Премия «Серебряный кондор за лучший иностранный фильм, снятый не на испанском языке» | Маржан Сатрапи и Венсан Паронно                                  | Победа    | [ 9 ]       |
| «Премия „Бодиль“»                             | 2008                       | Лучший неамериканский фильм                                                          | Маржан Сатрапи и Венсан Паронно                                  | Победа    | [ 9 ]       |
| «BAFTA»                                       | 8 февраля 2009             | «Лучший неанглоязычный фильм»                                                        | Маржан Сатрапи, Венсан Паронно, Ксавье Риго и Марк-Антуан Робер  | Номинация | [ 12 ]      |
| «BAFTA»                                       | 8 февраля 2009             | «Лучший анимационный фильм»                                                          | Маржан Сатрапи и Венсан Паронно                                  | Номинация | [ 12 ]      |
| «Премия британского независимого кино»        | 30 ноября 2008             | «Лучший иностранный независимый фильм»                                               | «Персеполис»                                                     | Номинация | [ 9 ]       |
| «Выбор критиков»                              | 7 января 2008              | «Лучший анимационный полнометражный фильм»                                           | «Персеполис»                                                     | Номинация | [ 9 ]       |
| «Каннский кинофестиваль»                      | 16—27 мая 2007             | «Приз жюри»                                                                          | Маржан Сатрапи и Венсан Паронно                                  | Победа    | [ 8 ]       |
| «Каннский кинофестиваль»                      | 16—27 мая 2007             | «Золотая пальмовая ветвь»                                                            | Маржан Сатрапи и Венсан Паронно                                  | Номинация | [ 8 ]       |
| «Каннский кинофестиваль»                      | 16—27 мая 2007             | «Palm Dog»                                                                           | Юки                                                              | Победа    | [ 8 ]       |
| «Каннский кинофестиваль»                      | 16—27 мая 2007             | «Золотая камера»                                                                     | Маржан Сатрапи и Венсан Паронно                                  | Номинация | [ 8 ]       |
| «Сезар»                                       | 22 февраля 2008            | «Лучший фильм»                                                                       | Маржан Сатрапи, Венсан Паронно, Ксавье Риго и Марк-Антуан Робер  | Номинация | [ 10 ]      |
| «Сезар»                                       | 22 февраля 2008            | «Лучший адаптированный сценарий»                                                     | Маржан Сатрапи, Венсан Паронно                                   | Победа    | [ 10 ]      |
| «Сезар»                                       | 22 февраля 2008            | «Лучший монтаж»                                                                      | Стефан Рош                                                       | Победа    | [ 10 ]      |
| «Сезар»                                       | 22 февраля 2008            | «Лучшая музыка к фильму»                                                             | Оливье Берне                                                     | Номинация | [ 10 ]      |
| «Сезар»                                       | 22 февраля 2008            | «Лучший звук»                                                                        | Тьерри Лебон, Эрик Шевалье и Сами Барде                          | Номинация | [ 10 ]      |
| «Сезар»                                       | 22 февраля 2008            | «Премия „Сезар“ за Лучший дебютный фильм»                                            | Маржан Сатрапи, Венсан Паронно, Ксавье Риго и Марк-Антуан Робер  | Победа    | [ 10 ]      |
| «Ассоциация кинокритиков Чикаго»              | 13 декабря 2007            | «Лучший анимационный фильм»                                                          | «Персеполис»                                                     | Номинация | [ 9 ]       |
| Международный кинофестиваль «Синеманила»      | 8-19 августа 2007          | «Специальный приз жюри»                                                              | Маржан Сатрапи и Венсан Паронно, Ксавье Риго и Марк-Антуан Робер | Номинация | [ 9 ]       |
| Международный кинофестиваль «Синеманила»      | 8-19 августа 2007          | «Премия Лино Брокка»                                                                 | Маржан Сатрапи и Венсан Паронно                                  | Победа    | [ 9 ]       |
| «Ассоциация кинокритиков Далласа и Форт-Уэрт» | 17 декабря 2007            | «Лучший анимационный фильм»                                                          | «Персеполис»                                                     | Номинация | [ 9 ]       |
| «Премия Европейской киноакадемии»             | 1 декабря 2007             | «Лучший фильм»                                                                       | Ксавье Риго и Марк-Антуан Робер                                  | Номинация | [ 9 ]       |
| «Французский синдикат кинокритиков»           | 2008                       | «Лучший дебютный фильм»                                                              | Маржан Сатрапи и Венсан Паронно                                  | Номинация | [ 13 ]      |
| «Золотой глобус»                              | 13 января 2008             | «Лучший фильм на иностранном языке»                                                  | «Персеполис»                                                     | Номинация | [ 9 ]       |
| «Спутник»                                     | 16 декабря 2007            | «Лучший анимационный фильм»                                                          | «Персеполис»                                                     | Номинация | [ 9 ]       |
| «NAACP Image»                                 | 12 февраля 2009            | «Выдающийся независимый или зарубежный фильм»                                        | «Персеполис»                                                     | Номинация | [ 9 ]       |
| «Независимый дух»                             | 23 февраля 2008            | «Лучший иностранный фильм»                                                           | Маржан Сатрапи и Венсан Паронно                                  | Номинация | [ 9 ]       |
| «Серебряная лента»                            | 14 июня 2008               | «Лучший европейский режиссер»                                                        | Маржан Сатрапи и Венсан Паронно                                  | Номинация | [ 9 ]       |
| «Иерусалимский международный кинофестиваль»   | 2007                       | «Лучший фильм»                                                                       | Маржан Сатрапи и Венсан Паронно                                  | Победа    | [ 9 ]       |
| «Ассоциация кинокритиков Лос-Анджелеса»       | 9 декабря 2007             | «Лучший анимационный полнометражный фильм»                                           | Маржан Сатрапи и Венсан Паронно                                  | Победа    | [ 9 ]       |
| «Motion Picture Sound Editors»                | 2008                       | «Лучший монтаж звука — SFX, Foley, диалог и ADR для анимационного фильма»            | Тьерри Лебон, Сами Барде, Эрик Шевалье                           | Номинация | [ 9 ]       |
| «Национальный совет кинокритиков США»         | 15 января 2008             | Премия «Свобода слова»                                                               | «Персеполис»                                                     | Победа    | [ 9 ]       |
| «Национальное общество кинокритиков США»      | 5 января 2008              | «Лучший фильм на иностранном языке»                                                  | «Персеполис»                                                     | Номинация | [ 9 ]       |
| «New York Film Critics Circle»                | 6 января 2008              | «Лучший анимационный фильм»                                                          | «Персеполис»                                                     | Победа    | [ 9 ]       |
| «Online Film Critics Society»                 | 19 января 2008             | «Лучший анимационный фильм»                                                          | «Персеполис»                                                     | Номинация | [ 9 ]       |
| «Приз Луи Деллюка»                            | 2007                       | «Лучший дебютный фильм»                                                              | Маржан Сатрапи и Венсан Паронно                                  | Номинация | [ 9 ]       |
| «Роттердамский кинофестиваль»                 | 24 января — 4 февраля 2007 | «Приз зрительских симпатий»                                                          | Маржан Сатрапи и Венсан Паронно                                  | Победа    | [ 9 ]       |
| «Роттердамский кинофестиваль»                 | 24 января — 4 февраля 2007 | «Премия MovieZone»                                                                   | Маржан Сатрапи и Венсан Паронно                                  | Победа    | [ 9 ]       |
| «Международный кинофестиваль в Стокгольме»    | 25 ноября 2007             | «Лучшая музыка»                                                                      | Оливье Берне                                                     | Номинация | [ 9 ]       |
| «Международный кинофестиваль в Сан-Паулу»     | 19 октября — 1 ноября 2007 | «Лучший фильм на иностранном языке»                                                  | Маржан Сатрапи и Венсан Паронно                                  | Победа    | [ 9 ]       |
| «Ассоциация кинокритиков Торонто»             | 6 — 15 сентября 2007       | «Лучший анимационный фильм»                                                          | «Персеполис»                                                     | Номинация | [ 9 ]       |
| «Международный кинофестиваль в Ванкувере»     | 2007                       | «Лучший анимационный фильм»                                                          | «Персеполис»                                                     | Номинация | [ 9 ]       |
| «Люмьер»                                      | 13 января 2008             | «Лучший фильм»                                                                       | Маржан Сатрапи и Венсан Паронно                                  | Номинация | [ 9 ]       |
| «Vancouver Film Critics Circle»               | 2008                       | «Лучший фильм на иностранном языке»                                                  | «Персеполис»                                                     | Номинация | [ 9 ]       |
| «Золотой трейлер»                             | 2008                       | «Самый оригинальный зарубежный трейлер»                                              | «Персеполис»                                                     | Победа    | [ 9 ]       |
| «Премия Хлотрудис»                            | 30 марта 2008              | «Лучший адаптированный сценарий»                                                     | Маржан Сатрапи и Венсан Паронно                                  | Номинация | [ 9 ]       |
| «Премия Хлотрудис»                            | 30 марта 2008              | «Лучшее визуальное оформление»                                                       | «Персеполис»                                                     | Номинация | [ 9 ]       |
| «Золотые звезды»                              | 2008                       | «Лучший дебютный фильм»                                                              | Маржан Сатрапи и Венсан Паронно                                  | Победа    | [ 9 ]       |
| «Премия Британского института кино»           | 2007                       | «Трофей Сазерленда»                                                                  | Маржан Сатрапи и Венсан Паронно                                  | Победа    | [ 9 ]       |
| «Премия Gopo Awards»                          | 2009                       | «Лучший европейский фильм»                                                           | Маржан Сатрапи и Венсан Паронно                                  | Номинация | [ 9 ]       |
| Премия «Кино за мир»                          | 2008                       | «Самый ценный фильм года»                                                            | Маржан Сатрапи и Венсан Паронно                                  | Победа    | [ 9 ]       |
| «Международное общество синефилов»            | 2008                       | «Лучший анимационный фильм»                                                          | «Персеполис»                                                     | Победа    | [ 9 ]       |
| «Ассоциация кинокритиков Сент-Луис»           | 21 декабря 2007            | «Лучший анимационный или детский фильм»                                              | «Персеполис»                                                     | Номинация | [ 14 ]      |
| «Ассоциация кинокритиков Сент-Луис»           | 21 декабря 2007            | «Лучший фильм на иностранном языке»                                                  | «Персеполис»                                                     | Номинация | [ 14 ]      |
| «Ассоциация кинокритиков Сент-Луис»           | 21 декабря 2007            | «Лучший сценарий»                                                                    | Маржан Сатрапи и Венсан Паронно                                  | Номинация | [ 14 ]      |
| «Ассоциация кинокритиков Сент-Луис»           | 21 декабря 2007            | «Самый оригинальный, инновационный или креативный фильм»                             | Маржан Сатрапи и Венсан Паронно                                  | Номинация | [ 14 ]      |
| «Альянс женщин-киножурналистов»               | 2007                       | «Лучший адаптированный сценарий»                                                     | Маржан Сатрапи и Венсан Паронно                                  | Номинация | [ 14 ]      |
| «Альянс женщин-киножурналистов»               | 2007                       | «Лучший фильм на иностранном языке»                                                  | Маржан Сатрапи и Венсан Паронно                                  | Номинация | [ 14 ]      |
| «Альянс женщин-киножурналистов»               | 2007                       | Премия «Культурное пересечение»                                                      | «Персеполис»                                                     | Победа    | [ 14 ]      |
| «Альянс женщин-киножурналистов»               | 2007                       | «Выдающиеся достижения женщины в киноиндустрии»                                      | Кэтлин Кеннеди                                                   | Победа    | [ 14 ]      |
| «New York Film Critics Online»                | 9 декабря 2007             | «Лучший фильм на иностранном языке»                                                  | «Персеполис»                                                     | Победа    | [ 15 ]      |
| «New York Film Critics Online»                | 9 декабря 2007             | «Лучший анимационный фильм»                                                          | «Персеполис»                                                     | Победа    | [ 15 ]      |
| «New York Film Critics Online»                | 9 декабря 2007             | «Лучшие фильмы года»                                                                 | «Персеполис»                                                     | Победа    | [ 15 ]      |
| «Премия Globe de Cristal»                     | 11 февраля 2008            | «Лучший фильм»                                                                       | Маржан Сатрапи и Венсан Паронно                                  | Победа    | [ 9 ]       |
| «Ассоциация кинокритиков Турции»              | 2008                       | «Лучший иностранный фильм»                                                           | «Персеполис»                                                     | 5-е место | [ 9 ]       |
| «Общество кинокритиков Хьюстона»              | 3 января 2008              | «Лучший фильм на иностранном языке»                                                  | «Персеполис»                                                     | Номинация | [ 16 ]      |
| «Общество кинокритиков Хьюстона»              | 3 января 2008              | «Лучший анимационный фильм»                                                          | «Персеполис»                                                     | Номинация | [ 16 ]      |
| «Ассоциация онлайн-кино и телевидения»        | 2008                       | «Лучший фильм на иностранном языке»                                                  | «Персеполис»                                                     | Номинация | [ 9 ]       |
| «Ассоциация онлайн-кино и телевидения»        | 2008                       | «Лучший анимационный фильм»                                                          | Ксавье Риго, Марк-Антуан Робер и Кэтлин Кеннеди                  | Номинация | [ 9 ]       |
| «Ассоциация онлайн-кино и телевидения»        | 2008                       | «Лучший дебютный фильм»                                                              | Маржан Сатрапи и Венсан Паронно                                  | Номинация | [ 9 ]       |
| «Киноопрос Village Voice»                     | 2007                       | «Лучший дебютный фильм»                                                              | «Персеполис»                                                     | 5-е место | [ 9 ]       |
| «Награда сообщества Circuit»                  | 9 января 2008              | «Лучший фильм на иностранном языке»                                                  | «Персеполис»                                                     | Номинация | [ 17 ]      |
| «Награда сообщества Circuit»                  | 9 января 2008              | «Лучший анимационный фильм»                                                          | «Персеполис»                                                     | Номинация | [ 17 ]      |
| «Итальянская премия онлайн-кино»              | 2008                       | «Лучший анимационный фильм»                                                          | Маржан Сатрапи и Венсан Паронно                                  | Номинация | [ 9 ]       |
| «Итальянская премия онлайн-кино»              | 2008                       | Специальная награда за «Лучший дебютный фильм»                                       | «Персеполис»                                                     | Победа    | [ 9 ]       |
| Премия «Золотой Шмос»                         | 2007                       | «Лучший анимационный фильм года»                                                     | «Персеполис»                                                     | Номинация | [ 18 ]      |
| «Women Film Critics Circle»                   | 13 декабря 2007            | «Лучший иностранный фильм, снятый женщинами или о женщинах»                          | «Персеполис»                                                     | Победа    | [ 9 ]       |
| «Международная премия в области онлайн-кино»  | 2008                       | «Лучший фильм на неанглийском языке»                                                 | Маржан Сатрапи и Венсан Паронно                                  | Номинация | [ 9 ]       |
| «Международная премия в области онлайн-кино»  | 2008                       | «Лучший анимационный фильм»                                                          | Маржан Сатрапи и Венсан Паронно                                  | Номинация | [ 9 ]       |
| «Indiewire Critics' Poll»                     | 2007                       | «Лучший дебютный фильм»                                                              | Маржан Сатрапи и Венсан Паронно                                  | 4-е место | [ 19 ]      |
| «Gold Derby Awards»                           | 2008                       | «Лучший анимационный фильм»                                                          | «Персеполис»                                                     | Номинация | [ 20 ]      |
| «Gold Derby Awards»                           | 2008                       | «Лучший фильм на неанглийском языке»                                                 | «Персеполис»                                                     | Номинация | [ 20 ]      |
| «BBC Four World Cinema Awards»                | 27 января 2009             | «BBC Four World Cinema Award»                                                        | «Персеполис»                                                     | Номинация | [ 21 ]      |